# Distretto di Münchwilen
Il distretto di Münchwilen è un distretto del Canton Turgovia, in Svizzera. Confina con i distretti di Frauenfeld a nord-ovest, di Weinfelden a nord e di Bischofszell a est, con il Canton San Gallo (distretti di Wil e di Toggenburg) a sud e con il Canton Zurigo (distretti di Hinwil, di Pfäffikon e di Winterthur) a ovest. Il capoluogo è Münchwilen.

## Comuni
| Stemma | Nome                 |
| ------ | -------------------- |
|        | Aadorf               |
|        | Bettwiesen           |
|        | Bichelsee-Balterswil |
|        | Braunau              |
|        | Eschlikon            |
|        | Fischingen           |
|        | Lommis               |
|        | Münchwilen           |
|        | Rickenbach (TG)      |
|        | Sirnach              |
|        | Tobel-Tägerschen     |
|        | Wängi                |
|        | Wilen                |
|        | Totale (13)          |